# Последният извън закона
Последният извън закона (на английски: The Last Outlaw) е американски филм (уестърн) от 1993 година на режисьора Геоф Мърфи, по сценарий на Ерик Ред. Музиката във филма е композирана от Мейсън Даринг.

## Сюжет
Внимание:  Текстът по-долу разкрива сюжета на произведението (или части от него)!
Във филма се разказва за група обирджии на банки и техния лидер Граф. При последния им обир, групата попада в засада и някои от нейните членове са ранени. В най-лошо състояние е Лумис, който язди по-бавно от останалите и бави тяхното бягство. Граф издава заповед да го изоставят, но вторият в командването му – Юстиъс, се противопоставя. По-късно двамата влизат в по-остър конфликт и Юстиъс прострелва Граф, когато последният се опитва да застреля Лумис. Групата продължава пътя си с нов лидер в лицето на Юстиъс, изоставяйки Граф, когото мислят за мъртъв. По следите на групата е потеря, която открива Граф и го залавя жив. С помощта на хитрост и убийства, Граф поема водачеството на потерята и започва да преследва бившите си другари. Целта му е само една – отмъщение.

## Актьорски състав
Роли във филма изпълняват актьорите:
| Актьор          | Роля     |
| --------------- | -------- |
| Мики Рурк       | Граф     |
| Дърмът Мълроуни | Юстиъс   |
| Тед Ливайн      | Потс     |
| Стив Бушеми     | Филоу    |
| Кийт Дейвид     | Лъвкрафт |
| Даниел Куин     | Лумис    |